# Гютербок, Карл
Карл Эдуард Гютербок (нем. Karl Eduard Güterbock; 18 апреля 1830 Кёнигсберг — 9 июля 1914, Кёнигсберг) — немецкий правовед и историк права. Профессор уголовного и процессуального права и проректор Кёнигсбергского университета. Член Прусского дома господ. Известен своим трудом по истории возникновения средневекового уголовно-судебного уложения Constitutio Criminalis Carolina, опубликованным в 1876 году.

## Биография
Карл Гютербок родился в еврейской семье. Его отец Эдуард был почтовым служащим. Карл учился в школе Collegium Fridericianum, осенью 1847 года стал студентом в Кёнигсбергском университете, где изучал историю и юриспруденцию. Несколько семестров проучился в университетах Берлина, Бонна и Мюнхена. В 1851 году перешёл в католицизм.
По окончании университета женился на Антонии Александрине Генриетте, урождённой Райникке. В браке родилось двое сыновей и дочь. В 1858 году Гютербок был назначен судьёй города Кёнигсберга. В 1860 году защитил докторскую диссертацию и хабилитировался на юридическом факультете Альбертины. В 1863 году был назначен экстраординарным профессором и советником городского суда Кёнигсберга в чине тайного судебного советника. В 1865 году назначен профессором уголовного и процессуального права в Кёнигсбергском университете и оставил судебную практику.

## Сочинения
- Henricus de Bracton, quo tempore et qua ratione librum de jure anglicano composuerit, 1860
- Henricus de Bracton und sein Verhältnis zum römischen Recht, 1862
- De jure maritimo quod in Prussia saeculo XVI et ortum est et in usu fuit, 1866
- Die Entstehungsgeschichte der Carolina, 1876
- Römisch-Armenien und die Römischen Satrapieen im vierten bis sechsten Jahrhundert, 1900
- Byzanz und Persien in ihren diplomatisch-völkerrechtlichen Beziehungen im Zeitalter Justinians, 1906
- Zur Redaktion der Bambergensis, 1910
- Der Islam im Lichte der byzantinischen Polemik, 1912
- Studien und Skizzen zum englischen Strafprozeß im 13. Jahrhundert, 1914